# Heterachthes plagiatus
Heterachthes plagiatus là một loài bọ cánh cứng trong họ Cerambycidae.